# Александрув (гмина, Пётркувский повет)
Александрув (пол. Aleksandrów) — сельская гмина (волость) в Польше, входит как административная единица в Пётркувский повет, Лодзинское воеводство. Население — 4576 человек (на 2004 год).

## Соседние гмины
1. Гмина Мнишкув
2. Гмина Парадыж
3. Гмина Пшедбуж
4. Гмина Ренчно
5. Гмина Сулеюв
6. Гмина Жарнув